# قره‌تاش (دینار)
قره‌تاش (به ترکی استانبولی: Karataş) یک منطقهٔ مسکونی در ترکیه است که در دینار (شهر) واقع شده‌است.